# Ngũ thù

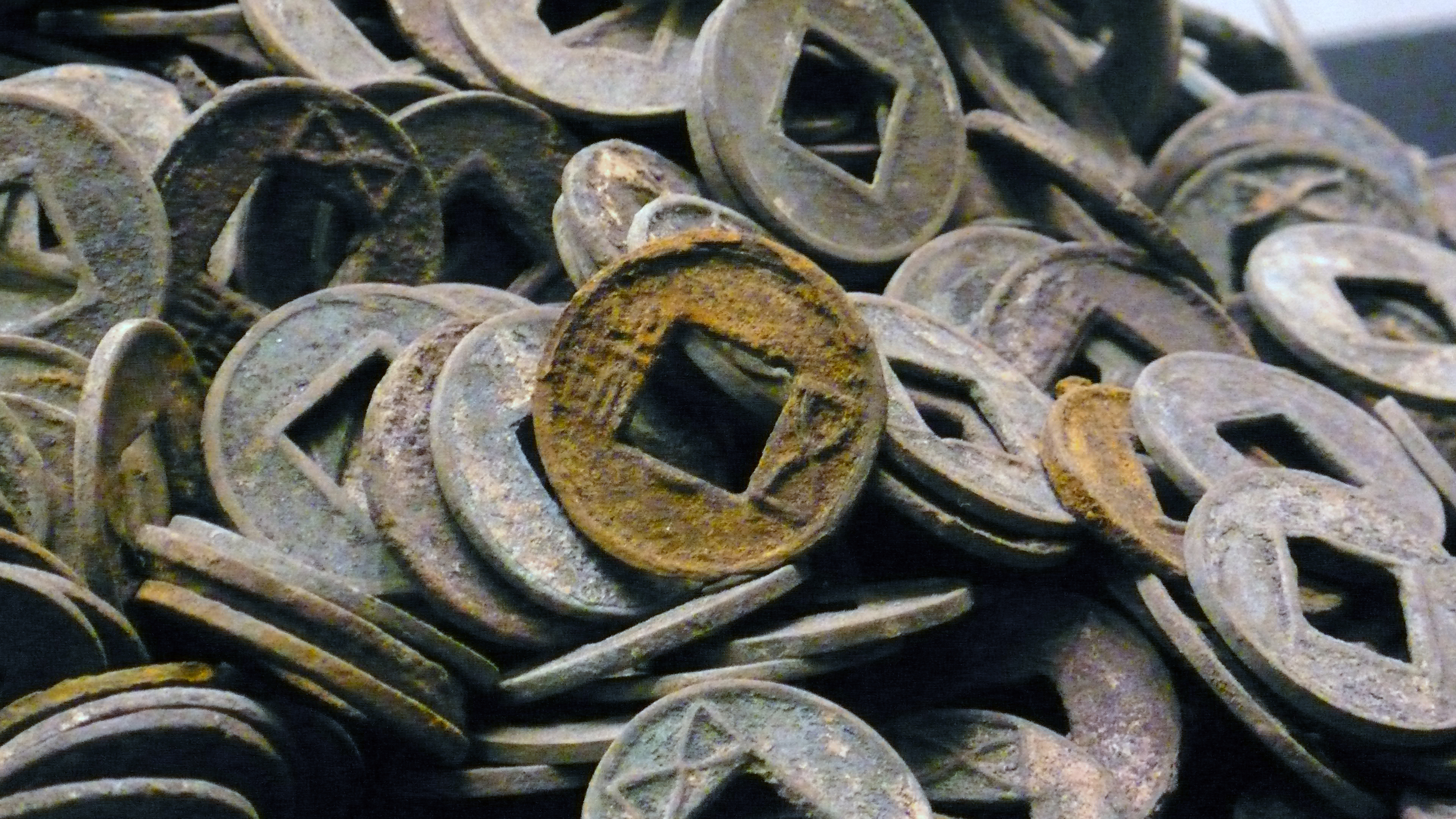
Các đồng xu Ngũ thù/Wu Zhu (五銖).

Ngũ thù (tiếng Trung: 五銖; tiếng Anh: Wu Zhu) là một loại tiền tệ trong lịch sử Trung Quốc, được đúc và lưu hành từ năm 118 TrCN, dưới triều đại Nhà Hán. Đồng tiền Ngũ thù ra đời để thay thế loại tiền Tam thù (San Zhu) (三 銖; "Three Zhu") được đúc trước đó để thay thế loại tiền xu Bán lạng (半 兩), được lưu hành từ thời Nhà Tần . Tiền Ngũ thù được đúc và lưu hành trong một thời gian rất lâu, đến thời Nhà Đường, nó mới bị thay thế bởi đồng tiền Khai nguyên Thông bảo (開元通寳) vào năm 621 SCN.
Ngũ thù (Wu zhu) theo nghĩa đen có nghĩa là "5 thù", là một đơn vị đo lường chính thức thời bấy giờ, với trọng lượng tương đương khoảng 4 gam hiện nay. Tuy nhiên trên thực tế, trọng lượng và kích thước của tiền xu Ngũ thù có sự thay đổi qua từng giai đoạn lịch sử. Dưới thời Nhà Hán, tiền xu Ngũ thù được đúc một số lượng rất lớn, sau khi triều đại này sụp đổ, loại tiền tệ này vẫn được tiếp tục được đúc và lưu hành cho đến thời Nhà Tuỳ.
Dưới thời Vương Mãng tiếm ngôi Nhà Hán, lập ra Nhà Tân, tiền Ngũ thù bị đình chỉ sản xuất và lưu hành, cho đến khi Nhà Hán được tái lập, loại tiền xu này tiếp tục được sử dụng trong suốt thời Nhà Đông Hán, đến khi nhà nước này sụp đổ, nhiều loại biến thể của tiền xu Ngũ thù vẫn tiếp tục được đúc và tiêu dùng trong 500 năm nữa. Sau khi Nhà Đường thành lập vào năm 618, tiền xu Ngũ thù chính thức kết thúc sứ mệnh lịch sử của mình. Các đồng xu Ngũ thù được đúc từ năm 118 TrCN đến năm 618 SCN, với 736 năm lưu hành, nó trở thành loại tiền tệ có thời gian sử dụng liên tục lâu nhất trong lịch sử thế giới tính cho đến nay.

## Lịch sử

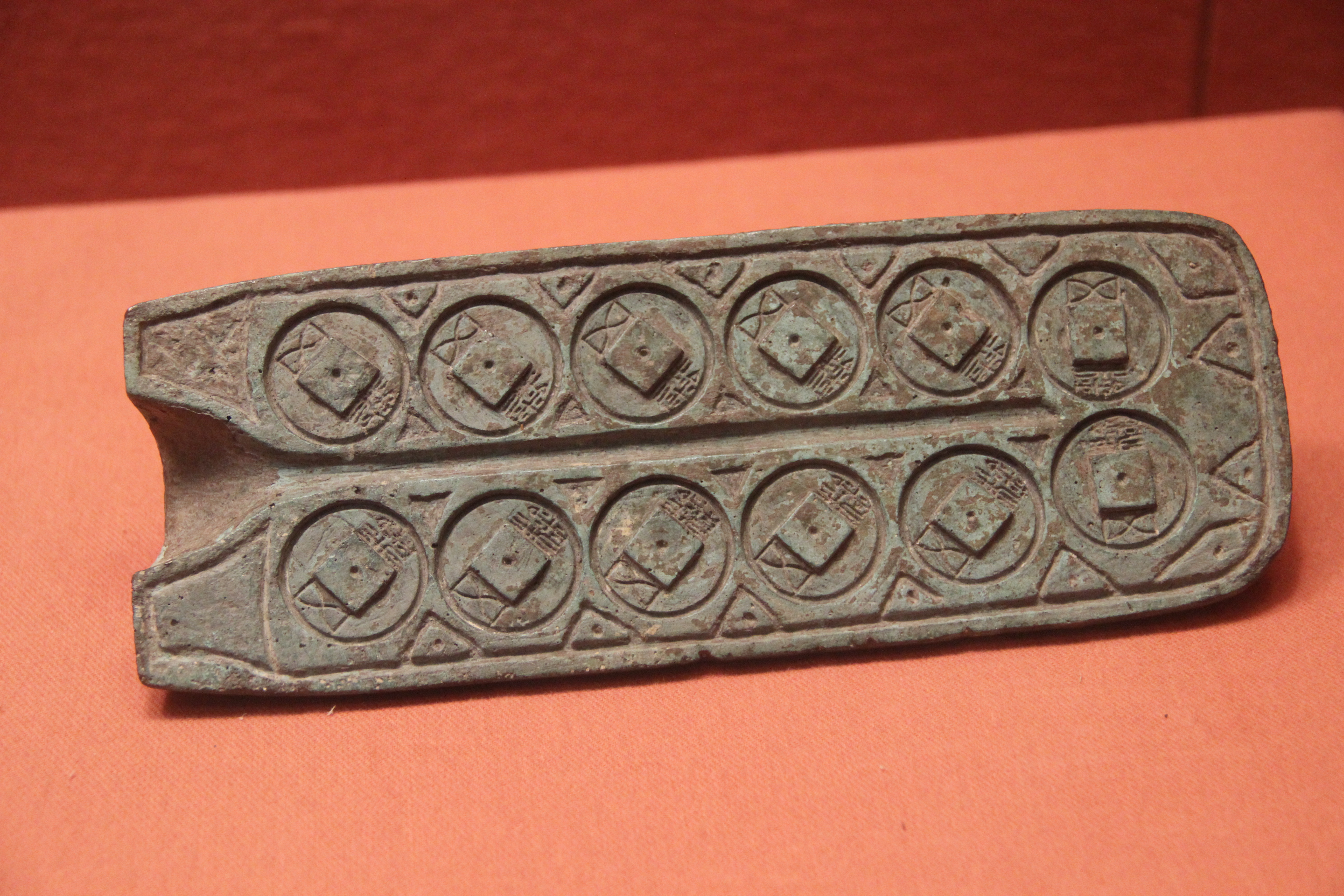
Khuôn đúc tiền xu Ngũ thù thời Nhà Hán

### Nhà Tây Hán

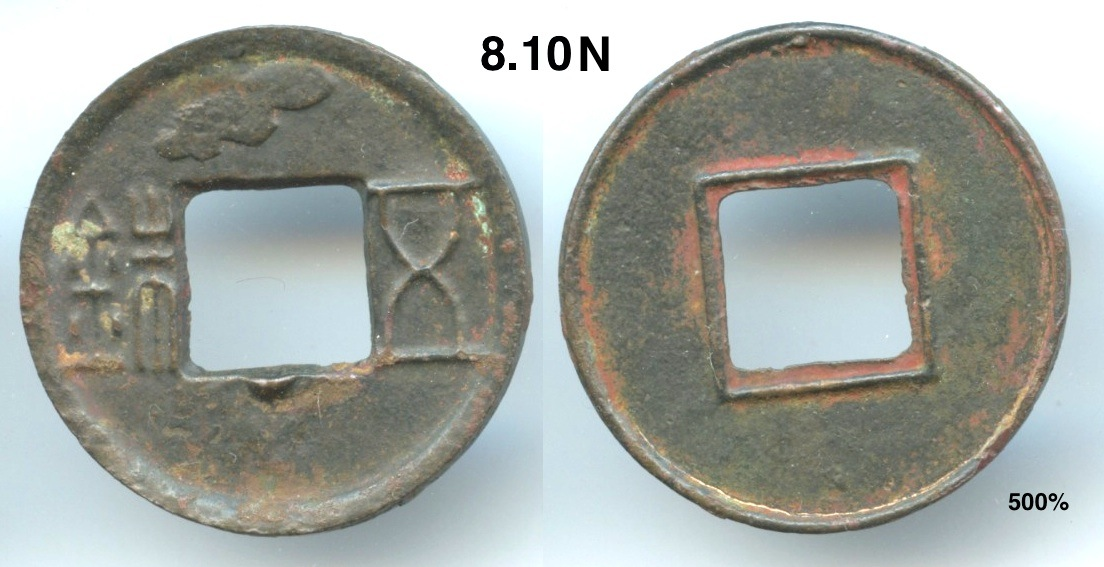
Một đồng xu Ngũ thù (五銖) do triều đại Tây Hán phát hành.

"Wu" (Ngũ) có nghĩa là "số 5" và "Zhu" (Thù) là một đơn vị trọng lượng của người Trung Quốc cổ đại, tương đương với trọng lượng của 100 hạt kê. Một đồng tiền "Ngũ thù" sẽ nặng khoảng "4 gam". Ban đầu tiền xu Bán lạng có trọng lượng bằng "12 thù", và 1 lượng (liang) bằng "24 thù", tuy nhiên theo thời gian, trọng lượng của tiền xu Bán lạng giảm dần nên đồng xu Ngũ thù được giới thiệu như một đơn vị tiêu chuẩn mới (sau đồng Tam thù - San Zhu được giới thiệu trước đó) dưới thời Hán Vũ Đế. Sự ra đời của đồng tiền Ngũ thù cũng ấn định tỷ lệ trao đổi tiêu chuẩn giữa tiền đồng và vàng, trong đó cứ 10.000 đồng Ngũ thù sẽ có giá trị tương đương 1 Jin Vàng.
Những đồng xu Ngũ thù đời đầu không có mép, nhưng loạt tiền đúc thứ 2 được phát hành dưới thời Hán Vũ Đế thì đã có. Vào năm 118 TrCN, chính quyền trung ương triều Đại Hán đã xuống chiếu cho đúc tiền Ngũ thù, những đồng Ngũ thù này được gọi là "Jun Guo Wu Zhu" (郡國五銖, jùn guó wǔ zhū), với đường kính 33,3 mm và trọng lượng 5,8 gam. Lỗ chính giữa của loại tiền xu này có hình vuông với một viền xung quanh ở mặt sau để ngăn người sử dụng cạo kim loại ra khỏi đồng xu, vì hành động này sẽ làm giảm giá trị của xu. Những đồng Ngũ thù ban đầu này có trọng lượng nặng hơn so với các xu được đúc sau này.
Vào năm 115 TrCN, Hán Vũ Đế ra lệnh cho các xưởng đúc tiền phát hành ra những xu Ngũ thù có giá trị tương đương 5 đồng (cash coin), những xu Ngũ thù loại này được gọi là "Chi Ze Wu Zhu" (赤 仄 五 裴, chá zè wǔ zhū) hoặc "Zhong Guan Chi Ze "(钟 官 赤 仄, zhōng guān chā zè) vì các cạnh" đỏ "hoặc" tím "khi chúng được xếp vào nhau dẫn đến màu sắc của đồng có thể nhìn thấy được, một đặc điểm khác của những đồng tiền này là chữ "Wu"(五) ký tự có xu hướng bao gồm một số nét khá thẳng.
Bắt đầu từ năm 113 TrCN, chính quyền trung ương Nhà Hán giành lại độc quyền đúc tiền, từ thời điểm này, tiền Ngũ thù bắt đầu được sản xuất bởi 3 văn phòng Thượng Lâm (上 林三官, shàng lín sān guān). Những đồng tiền Ngũ thù này vì thế được gọi là Thượng Lâm Quan Ngũ thù, chúng có giá trị danh nghĩa là một đồng, trái ngược với đồng "Chi Ze Wu Zhu" có giá trị danh nghĩa là 5 đồng. Phần lớn các xu Thượng Lâm Quan Ngũ thù có một đường nổi lên phía trên lỗ tâm hình vuông ở mặt trái của đồng xu.
Dưới thời Hán Tuyên Đế, kéo dài từ năm 73 đến năm 49 TrCN, các ký tự "Wu" trên đồng xu có kích thước nhỏ hơn và đáng chú ý là được đúc với nét hơi cong, không kéo dài đến các đường ngang ở đầu trên và dưới. Một số đồng xu Ngũ thù được đúc dưới thời Tây Hán cũng có các dấu chấm, tượng trưng cho "các vì sao" và hình lưỡi liềm, tượng trưng  cho mặt trăng trên vành bên trong của đồng xu, cũng như các biểu tượng khác được coi là điềm lành, đây là một trong những dẫn chứng sớm nhất việc sử dụng tiền xu làm bùa hộ mệnh trong văn hoá Trung Quốc.
Sau 123 năm, kể từ khi tiền xu Ngũ thù lần đầu tiên được đúc vào năm 118 TrCN, số lượng được phát hành ra thị trường đã hơn 28 tỷ đồng xu.

### Nhà Tân
Sau khi Vương Mãng lật đổ triều Tây Hán, lập ra Nhà Tân, ông muốn thay thế đồng tiền Ngũ thù của triều đại cũ. Nhiều nhà nghiên cứu đã nói rằng, do Vương Mãng có thành kiến với chữ "Jin" (tiếng Trung: 金; bính âm: jīn; nghĩa đen: "vàng") gốc (釒) trong ký tự zhu (tiếng Trung: 銖; bính âm: zhū), vì từ này là một phần cấu thành nên chữ "Lưu" (劉), họ của các quân chủ Nhà Hán mà ông vừa lật đổ. Vương Mãng đã đưa ra một số cải cách tiền tệ với các mức độ thành công khác nhau.
Cuộc cải cách đầu tiên diễn ra vào năm 7 SCN, vẫn giữ lại đồng xu Ngũ thù, nhưng giới thiệu lại 2 phiên bản của tiền dao, trong cuộc cải cách sau đó, đồng tiền Ngũ thù đã bị bãi bỏ hoàn toàn và Vương Mãng đã xuống chiếu, áp dụng luật tử hình cho bất kỳ người dân nào sử dụng tiền xu Ngũ thù. Nhưng hệ thống tiền tệ mới do Nhà Tân phát hành đã trở nên hỗn loạn vì nhiều người dân trong nước vẫn bí mật lưu hành các loại tiền xu Ngũ thù.

### Quân phiệt Công Tôn Thuật
Đồng xu Ngũ thù được đúc bằng sắt, có hình dạng giống với đồng xu Ngũ thù được đúc bằng đồng của triều đại Tây Hán, được phát hành bởi quân phiệt Công Tôn Thuật, người nổi dậy ở Tứ Xuyên vào năm 25 SCN. Tỷ giá của loại tiền này được định hình như sau: cứ mỗi 2 đồng Ngũ thù bằng sắt sẽ đổi được 1 xu Ngũ thù Tây Hán.
Vào năm 30 SCN, một bài đồng dao đã được các thanh niên ở Tứ Xuyên hát: "Con bò vàng! Cái bụng trắng! Hãy để những đồng xu Ngũ thù trở lại". Bài hát này đang chế nhạo các đồng tiền của Vương Mãng và các đồng tiền bằng sắt của Công Tôn Thuật. Năm Kiến Vũ thứ 16 (40 SCN), Hán Quang Vũ Đế của Nhà Đông Hán đã cho thu hồi toàn bộ loại tiền này, và cho phục hưng lại đồng xu Ngũ thù của Tây Hán. 

### Nhà Đông Hán

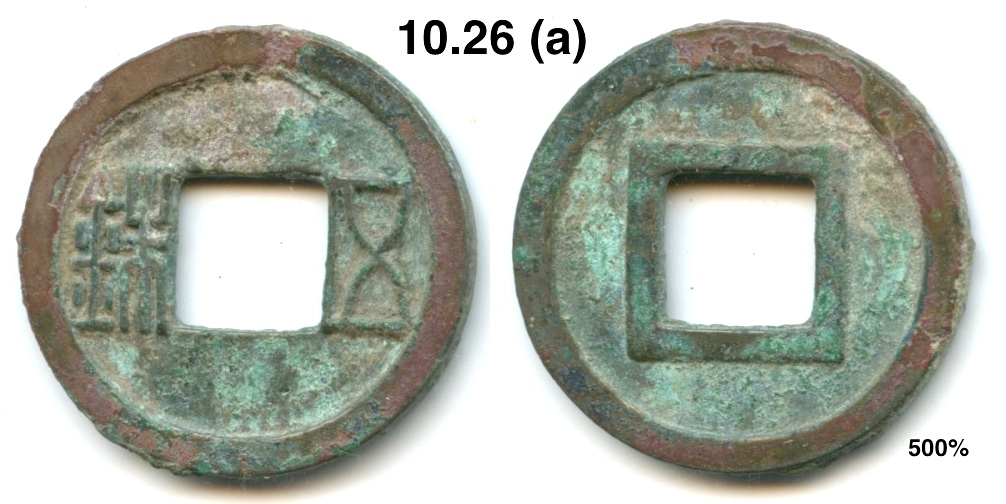
Một xu Ngũ thù (五銖) của Nhà Đông Hán

Sau khi Nhà Tân của Vương Mãng bị sụp đổ, nhà Đông Hán được thành lập, Hán Quang Vũ Đế, (25 - 56 SCN) đã cho khôi phục việc đúc tiền Ngũ thù. Dưới thời quyền thần Đổng Trác (董卓) tiếm quyền, kinh đô của Nhà Đông Hán được dời từ Lạc Dương về Trường An (Tây An ngày nay). Tại kinh đô mới, Đổng Trác đã cho nấu chảy những bức tượng đồng lớn có niên đại từ thời Tần Thủy Hoàng để đúc tiền, và những đồng tiền Ngũ thù này có kích thước nhỏ đến mức chúng thường được gọi là "tiền xu mắt ngỗng" (鵝 眼 錢, é yǎn qián) hay "mắt gà". Vì kích thước xu quá nhỏ nên các ký tự "Wu" (五) và "Zhu" (銖) trên bề mặt đồng xu chỉ còn lại một nửa so với các xu trước đó.

### Thời Tam Quốc

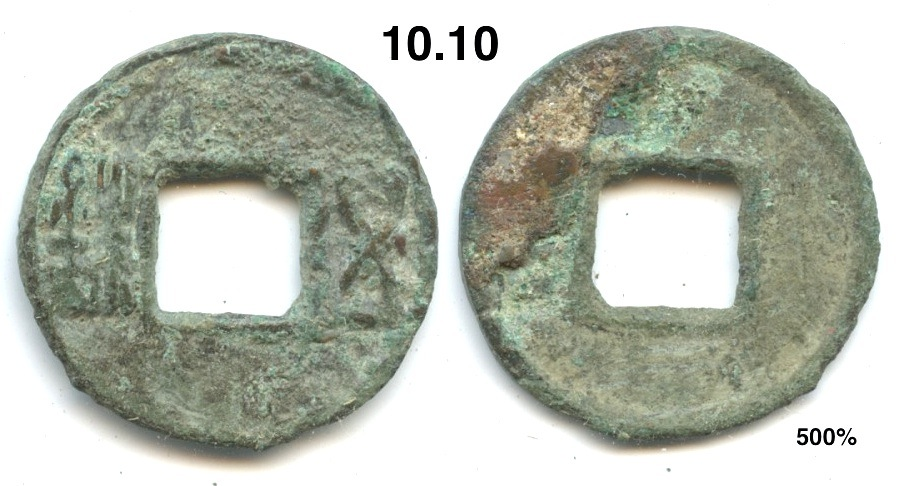
Xu Ngũ thù do Nhà Thục Hán phát hành.

Tam quốc là một thời kỳ trong lịch sử Trung Quốc, kéo dài từ năm 220 đến năm 280, đây là một giai đoạn chia rẻ và mất đoàn kết, sau khi Nhà Đông Hán sụp đổ.Nhà Thục Hán được thành lập sau khi Lưu Bị giành được quyền kiểm soát Thành Đô. Ngay sau khi chiếm được khu đô thị này, Lưu Bị đã phát hiện ra rằng kho bạc hoàn toàn trống rỗng, điều này có nghĩa là ông không có tiền để chi tiêu quân sự, vấn nạn này kết hợp với việc thiếu đồng trầm trọng đã khiến cho nhà nước mới lao đao. Sử liệu đã ghi lại rằng: ngay cả những chiếc móc dùng để treo rèm giường cũng bị trưng thu để nung chảy để đúc tiền. Lưu Bị đã xuống chiếu cho đúc và lưu hành tiền Zhi Bai Wu Zhu (直 百 五 銖, zhí bǎi wǔ zhū), mệnh giá mỗi xu tiền này tương đương với 100 đồng.